# Ingrid da Suécia
Ingrid Vitória Sofia Luísa Margarida (em sueco: Ingrid Victoria Sofia Louise Margareta; Estocolmo, 28 de março de 1910 – Fredensborg-Humlebæk, 7 de novembro de 2000), foi uma princesa sueca, a esposa do rei Frederico IX e Rainha Consorte da Dinamarca de 1947 até 1972. Era a única filha do rei Gustavo VI Adolfo e da princesa Margarida de Connaught, e bisneta da rainha Vitória do Reino Unido.

## Biografia
Única filha do rei Gustavo VI Adolfo da Suécia e de sua primeira esposa, a princesa Margarida de Connaught, Ingrid perdeu sua mãe, uma neta da rainha Vitória do Reino Unido, quando tinha dez anos. Pouco tempo depois, seu pai desposou sua prima, lady Luísa Mountbatten, com quem teve uma filha natimorta.
Em 1928, Ingrid encontrou-se com seu primo, o Príncipe de Gales, e foi considerada uma possível esposa para o herdeiro do trono britânico; porém, o noivado não ocorreu.
Em 24 de maio de 1935, a princesa Ingrid desposou Frederico, príncipe herdeiro da Dinamarca. Ambos eram descendentes de Óscar I da Suécia, do grão-duque Leopoldo I de Baden e de Paulo I da Rússia. Com a ascensão de seu marido ao trono, no dia 20 de abril de 1947, Ingrid tornou-se oficialmente a rainha da Dinamarca. O casal teve três filhas.
Após sua morte, a rainha Ingrid foi enterrada ao lado de seu marido, na Catedral de Roskilde, perto de Copenhagen.

## Casamento
A questão do casamento da Princesa começou a ser discutida em 1920. Foi citada como a possível esposa do herdeiro do trono do Reino, Eduardo, que era seu primo em segundo grau. Em 1928, Ingrid conheceu Eduardo em Londres, mas o noivado não aconteceu.

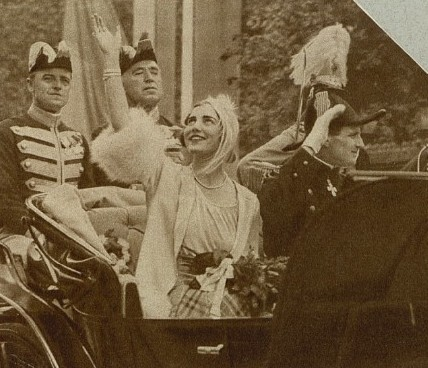
Ingrid da Suécia e Frederico da Dinamarca recém casados, 1935

Em 15 de março de 1935 foi anunciado seu noivado com o Príncipe Herdeiro da Dinamarca e Islândia. Ambos era descendentes de Óscar I da Suécia, sendo primos de terceiro grau. Através de Leopoldo, Grão-Duque de Baden eram primos terceiros. E através de Paulo I da Rússia, eram primos em quinto grau.
O casamento aconteceu na Catedral de Estocolmo em 24 de maio de 1935. Contando com a presença do Rei e Rainha da Dinamarca, o Rei e a Rainha dos Belgas e o Príncipe Herdeiro e a Princesa Herdeira da Noruega.

## Rainha Consorte
Com a ascensão de seu marido ao trono em 20 de abril de 1947, tornou-se Rainha da Dinamarca. Com isso, mudou as tradições na Corte Dinamarquesa, aboliu costumes antiquados e criou uma atmosfera mais divertida nas recepções oficiais. Ela era interessada em jardinagem e arte e reformou o Castelo de Grasten seguindo uma pesquisa histórica sobre a aparência original do castelo.

## Rainha mãe
Em 1972, Frederico IX da Dinamarca morreu, e Ingrid ficou viúva aos 61 anos. Sua filha mais velha tornou-se a nova rainha, e Ingrid assumiu a posição de matriarca na família. Durante o ano, jurou respeitar a constituição dinamarquesa, ela foi apontada como Rigsforstander (Regente) e representava a monarca sempre que ela (posteriormente seus netos) estivessem ausentes, tendo atuando em muitas ocasiões.

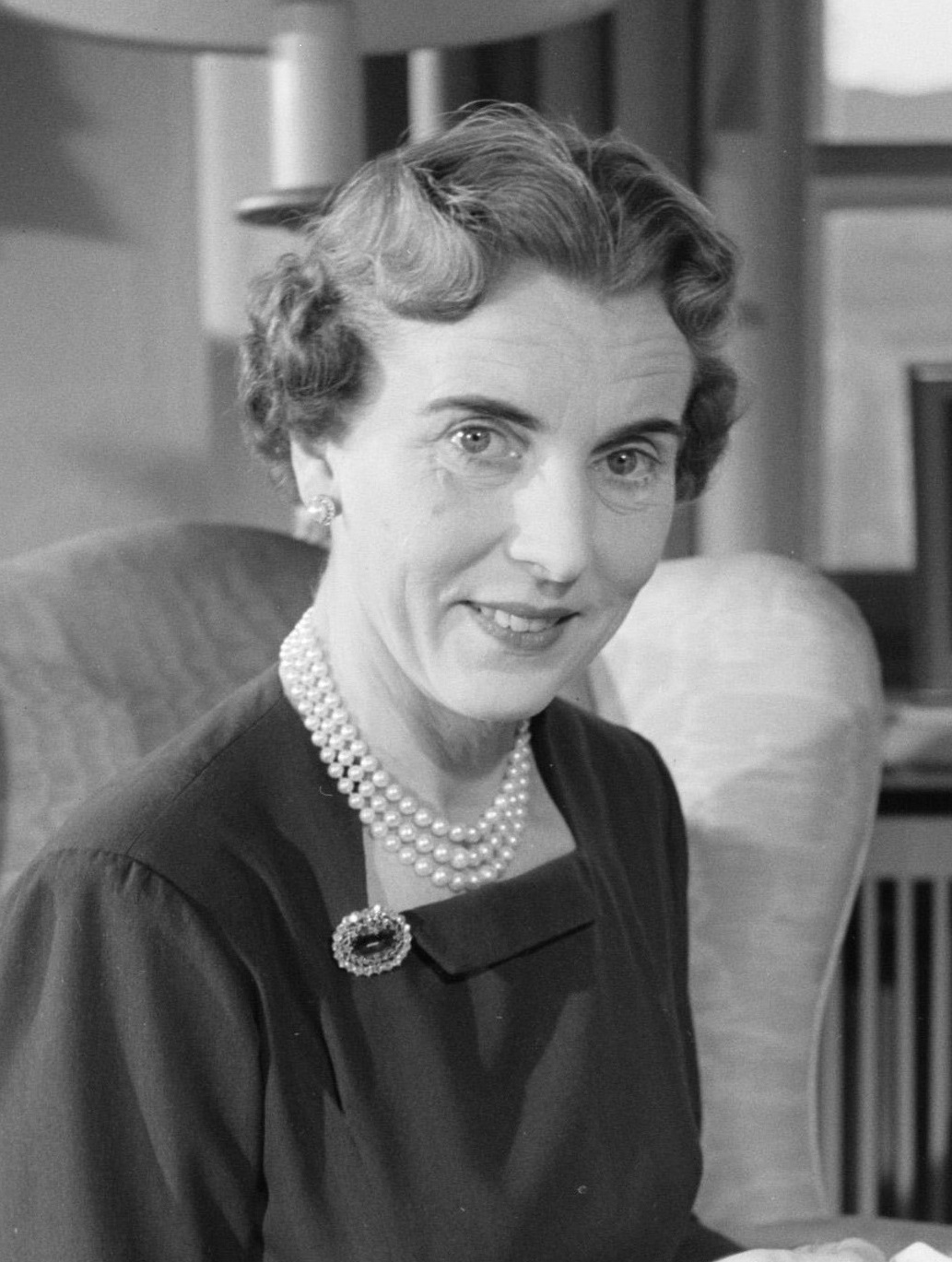
Rainha Ingrid em 1954

Foi patrona de uma longa lista de organizações sociais, posição que depois foi assumida pela Princesa Benedita da Dinamarca, entre elas estão: Røde Kors, Ældre Sagen, Red Barnet, Løgum Klosters Refugium, and Fonden for Træer og Miljø. Ela também fundou as organizaçãoes Konge Frederik og Dronning Ingrids fond til humanitære og kulturelle formål, Ingridfondet para Sul da Jutlândia, Det kgl. Grønlandsfond, e Dronning Ingrids Romerske Fond til støtte af kulturelle og videnskabelige formål. 

## Morte
A Rainha Mãe morreu em 7 de novembro de 2000 no Palácio de Fredensborg com suas três filhas - Margarida II da Dinamarca, Benedita da Dinamarca e Ana Maria da Dinamarca- e dez netos ao seu lado. Seu funeral aconteceu em 14 de novembro de 2000, sendo enterrada junto de seu marido, Frederico IX da Dinamarca, na Catedral de Roskilde, em Copenhaga. O funeral com com a presença de vários nobres e chefes de estado, entre eles o Rei e a Rainha da Suécia, a Rainha da Espanha, a Rainha dos Países Baixos, o Rei e a Rainha da Noruega, o Rei e a Rainha dos Belgas, o Grão Duque Jean e a Grã Duquesa Josefina Carlota do Luxemburgo , o Príncipe de Gales, o Príncipe Hereditário do Mônaco, Ólafur Ragnar Grímsson e Mauno Koivisto. 

## Descendência
- Margarida II da Dinamarca (n. 16 de abril 1940), é a rainha da Dinamarca desde 14 de janeiro de 1972. Casada com Henrique de Laborde de Monpezat, Conde de Laborde de Monpezat, com quem teve dois filhos;
- Benedita da Dinamarca (n. 29 de abril de 1944), esposa de Ricardo, 6.º Príncipe de Sayn-Wittgenstein-Berleburg, com quem teve três filhos;
- Ana Maria da Dinamarca (n. 30 de agosto de 1946), foi rainha da Grécia de 1964 a 1973, como esposa de Constantino II da Grécia, com quem teve cinco filhos.

## Títulos e honras
- 28 de março de 1910 - 24 de maio de 1935: Sua Alteza Real Princesa Ingrid da Suécia
- 24 de maio de 1935 - 17 de junho de 1944: Sua Alteza Real a Princesa Herdeira da Dinamarca e Islândia
- 17 de junho de 1944 - 20 de abril de 1947: Sua Alteza Real a Princesa Herdeira da Dinamarca
- 20 de abril de 1947 - 14 de janeiro de 1972: Sua Majestade a Rainha da Dinamarca
- 14 de janeiro de 1972 - 7 de novembro de 2000: Sua Majestade Rainha Ingrid da Dinamarca

## Heráldica
| \| Brasão da rainha Ingrid da Dinamarca \| Monograma real da rainha Ingrid da Dinamarca \| Brasão da rainha Ingrid exibido no Palácio de Frederiksborg em Hillerød \| |                                              |                                                                         |
| Brasão da rainha Ingrid da Dinamarca | Monograma real da rainha Ingrid da Dinamarca | Brasão da rainha Ingrid exibido no Palácio de Frederiksborg em Hillerød |